# 1802
1802 (MDCCCII) var ett normalår som började en fredag i den gregorianska kalendern och ett normalår som började en onsdag i den julianska kalendern.

## Händelser

### Februari
- 2 februari – Produktplakatet återinförs i Sverige.

### Mars
- 27 mars – Spanien överlämnar Trinidad och Tobago till Storbritannien.[1]

### Juli
- 10 juli – Den brittiska ockupationen av Saint-Barthélemy upphävs.[2]

### Oktober
- 2 oktober – Sverige sluter ett avtal med Tripoli om frisläppande av diverse svenska fångar, som hålls som slavar.

### November

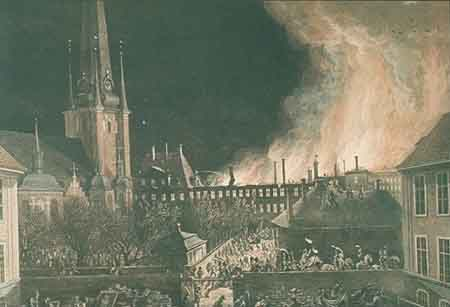
Riddarholmsbranden.

- 15 november – En brand utbryter på Riddarholmen i Stockholm, varvid riksregalierna förs från Kammarkollegium till slottet.[3]

### Okänt datum
- Det svenska kaffeförbudet, som upprätthålls med hjälp av kaffespioner, upphävs.[4]
- Gustav IV Adolf åker på eriksgata i Finland.
- En svensk lag införs, som förbjuder uppsägning av adelskap och privilegier.
- Menorca återgår under Spaniens styre efter att ha styrts av britterna.

## Födda

### Första kvartalet

#### Januari
- 29 januari – John S. Barry, amerikansk demokratisk politiker, guvernör i Michigan 1842–1846 och 1850–1852. (död 1870)
- 31 januari – Nils Ericson, svensk friherre och ingenjör. (död 1870)

#### Februari
- 5 februari – Tilghman Tucker, amerikansk demokratisk politiker, guvernör i Mississippi 1842–1844. (död 1859)
- 6 februari – Charles Wheatstone, brittisk vetenskapsman och uppfinnare. (död 1875)
- 24 februari – Wilson Shannon, amerikansk demokratisk politiker. (död 1877)
- 26 februari – Victor Hugo, fransk författare. (död 1885)

#### Mars
- 2 mars – Emil Wolff, tysk skulptör. (död 1879)
- 24 mars – Jacob van Lennep, nederländsk författare. (död 1868)
- 29 mars – Moritz Rugendas, tysk målare och litograf. (död 1858)

### Andra kvartalet

#### April
- 2 april – Archibald Dixon, amerikansk politiker, senator 1852–1855. (död 1876)
- 9 april – Elias Lönnrot, finländsk folkdikts- och språkforskare. (död 1881)

#### Maj
- 1 maj – Martin Disteli, schweizisk konstnär. (död 1844)

#### Juni
- 1 juni – Charles Lenormant, fransk arkeolog. (död 1859)

### Tredje kvartalet

#### Juli
- 4 juli – John L. Helm, amerikansk politiker. (död 1867)
- 18 juli – John Alexander Greer, amerikansk politiker. (död 1855)
- 20 juli – David Julius Billengren, svensk läkare och författare. (död 1862)
- 24 juli – Alexandre Dumas den äldre, fransk författare. (död 1870)
- 31 juli – Ignacy Domeyko, polsk geolog. (död 1889)

#### Augusti
- 5 augusti – Niels Henrik Abel, norsk matematiker. (död 1829)
- 7 augusti – Germain Henri Hess, schweizisk-rysk kemist. (död 1850)
- 8 augusti – Wilhelm Wieprecht, tysk kompositör. (död 1872)
- 10 augusti – Dixon H. Lewis, amerikansk demokratisk politiker, senator 1844–1848. (död 1848)
- 13 augusti – Nikolaus Lenau, österrikisk poet. (död 1850)
- 16 augusti – Moritz Wilhelm Drobisch, tysk matematiker och filosof. (död 1896)
- 20 augusti – Fredrik Vilhelm I av Hessen, regerande kurfurste av Hessen-Kassel 1847–1866. (död 1875)
- 21 augusti – Joseph Ortolan, fransk jurist. (död 1873)
- 25 augusti – Thomas Stevenson Drew, amerikansk politiker. (död 1879)
- 26 augusti – Ludwig Schwanthaler, tysk skulptör. (död 1848)
- 28 augusti
  - Thomas Aird, brittisk författare. (död 1876)
  - Franz Exner, österrikisk filosof. (död 1853)
  - Karl Joseph Simrock, tysk författare. (död 1876)

#### September
- 13 september – Arnold Ruge, tysk författare. (död 1880)
- 19 september – Lajos Kossuth, ungersk advokat och politiker. (död 1894)
- 21 september – Austin A. King, amerikansk demokratisk politiker, guvernör i Missouri 1848–1853. (död 1870)
- 23 september – Carl Hasenpflug, tysk målare. (död 1858)
- 24 september – Adolphe d'Archiac, fransk geolog och paleontolog. (död 1868)
- 27 september – Frans Henrik Kockum, svensk industriman. (död 1875)
- 30 september – Antoine-Jérôme Balard, fransk kemist. (död 1876)

### Fjärde kvartalet

#### Oktober
- 3 oktober – George Ripley, amerikansk präst och journalist. (död 1880)
- 4 oktober – Adolphe Niel, fransk militär. (död 1869)
- 7 oktober – Magnus Brostrup Landstad, norsk präst. (död 1880)
- 11 oktober – August Kiss, tysk skulptör. (död 1865)
- 15 oktober – Eugène Cavaignac, fransk militär och politiker, franska ministerrådets president 28 juni–20 december 1848. (död 1857)
- 20 oktober – Ernst Wilhelm Hengstenberg, tysk teolog och orientalist. (död 1869)
- 25 oktober – Richard Parkes Bonington, brittisk målare och litograf. (död 1828)
- 26 oktober – Mikael I, kung av Portugal 1828–1834. (död 1866)
- 31 oktober – Benoît Fourneyron, fransk ingenjör. (död 1867)

#### November
- 4 november – Rosina Bulwer-Lytton, brittisk författare. (död 1882)
- 5 november – Julius von Kirchmann, tysk filosof. (död 1884)
- 8 november – Theodor Mügge, tysk författare. (död 1861)
- 14 november – August Friedrich Pott, tysk filolog. (död 1887)
- 18 november – Jonathan Worth, amerikansk politiker, guvernör i North Carolina 1865–1868. (död 1869)
- 19 november – Solomon Foot, amerikansk politiker, senator 1851–1866. (död 1866)
- 20 november – Wilhelm von Kügelgen, tysk målare och författare. (död 1867)
- 26 november – Anton Schrötter von Kristelli, österrikisk kemist och mineralog. (död 1875)
- 29 november – Wilhelm Hauff, tysk författare. (död 1827)
- 30 november – Friedrich Adolf Trendelenburg, tysk filosof och filolog. (död 1872)

#### December
- 2 december – Karl Gustav, svensk prins, son till Gustav IV Adolf och Fredrika av Baden. (död 1805)
- 3 december – Michael Seymour, brittisk sjömilitär. (död 1887)
- 8 december – William Bebb, amerikansk politiker, guvernör i Ohio 1846–1849. (död 1873)
- 15 december – János Bolyai, ungersk matematiker. (död 1860)
- 18 december – Karl Eduard Vehse, tysk historiker. (död 1870)
- 23 december – Sara Coleridge, brittisk författare. (död 1852)
- 27 december
  - Thomas Fearnley, norsk målare. (död 1842)
  - Gerardus Johannes Mulder, nederländsk kemist. (död 1880)
- 28 december – Henry Grey, 3:e earl Grey, brittisk politiker. (död 1894)

### Okänt datum
- Anna Svensdotter, svensk barnmorska.

## Avlidna

### Första kvartalet

#### Januari
- 16 januari – Gabriel von Spången, 73, svensk militär och musiker.
- 27 januari – Johann Rudolf Zumsteeg, 42, tysk kompositör.

#### Februari
- 3 februari – Pedro Rodríguez de Campomanes, 78, spansk greve och statsman.

#### Mars
- 30 mars – Aedanus Burke, 58, amerikansk politiker.

### Andra kvartalet

#### April
- 1 april – Joseph Siffred Duplessis, 76, fransk konstnär.
- 28 april – Richard Howell, 47, amerikansk politiker, guvernör i New Jersey 1793–1801.

#### Maj
- 9 maj – Erik Magnus Staël von Holstein, 52, svensk diplomat.
- 22 maj – Martha Washington, 70, amerikansk presidentfru.
- 27 maj – Edvard Fredrik Runeberg, 81, svensk nationalekonom.

#### Juni
- 18 juni – Friedrich August Ludwig von Burgsdorf, 55, tysk skogsvetare.

### Tredje kvartalet

#### Juli
- 23 juli – Olof Larsson, 63, svensk politiker, talman i bondeståndet.

#### Augusti
- 22 augusti – Michael Conrad Curtius, 77, tysk filolog och historiker.

#### September
- 26 september – Jakob Gadolin, 82, svensk biskop, vetenskapsman och statsman.

### Fjärde kvartalet

#### Oktober
- 2 oktober – John Hall d.ä., 66, svensk handelsman.
- 5 oktober – Sanité Belair, haitisk nationalhjältinna.

#### November
- 2 november – Charles Leclerc, 30, fransk adjutant, arbetade åt Napoleon I.
- 14 november – Jacob von Engeström, 67, svenskt kansliråd, misstänkt för delaktighet i sammansvärjningen mot Gustav III.

#### December
- 27 december – Jens Juel, 57, dansk konstnär.

### Fotnoter
1. ↑  World Statesmen
2. ↑  Saint-Barthélemy-sällskapet – Saint Barthélemy under Sverigetiden Arkiverad 19 november 2008 hämtat från the Wayback Machine.
3. ↑  Om Riddarholmsbranden och Blodbadstavlan på Magasin 1 Arkiverad 13 februari 2008 hämtat från the Wayback Machine.
4. ↑  Hans Dahlberg, Vårt 1800-tal, sid 17,23